# 徐懐鈺
徐 懐鈺（じょ かいぎょく、スー・ホワイユー、YUKI HSU、1978年3月3日 - ）は、台湾台北市出身の女性歌手。

## 人物
漢人とタイヤル族の混血である。2000年前後に「平民天后」・「国民天后」と呼ばれ、台湾芸能界で活躍している。2004年頃からドラマに出演するようになり、音楽の活動ペースを落としていたが、2007年頃から再び音楽方面の活動を開始した。韓国のアーティストとの結びつきが強く、ナンバーの多くをキム・ジャンファン、JuJu CLUB、ユ・スンジュン等の韓国曲カバーや、提供作品が占めている。デンマークの歌手、Me&Myや日本の徳永英明のカバーなども行っている。

## Yukiの由来
彼女本人によれば、yukiは本当に日本語の「雪(ゆき Yuki)」から来たという。

## 経歴
- 1978年　台北市で生まれる。本籍は浙江省杭州。
- 1997年　無印良品のMTVに出演。
- 1998年　『飛起来』でデビュー。シングルナンバー1になる。
- 2000年　『天地傳説之魚美人』で初のドラマ主演。

## CD

### 台湾
- 1998年 飛起來（限定10,000張）
- 1998年 Yuki徐懷鈺（通常版の他、複数の限定版がある）
- 1998年 5.6.7.8.Going（限定30,000張）
- 1998年 向前衝（複数の限定版がある）
- 1999年 天使（複数の特別版がある）
- 2000年 LOVE（通常版の他、限定版がある）
- 2000年 U'want慾望（新曲とベスト盤）
- 2001年 Miss Right
- 2007年 Bad girl（海報版、写真版）

### 香港
- 2003年 滾石香港黃金十年-徐懷鈺精選（ベスト盤）

### 日本
- 1999年 JUMP!（ベスト盤）『Yuki徐懷鈺』『向前衝』のライナーが同梱されている。
- 2000年 エイジアン・ポップス・ゴールド・シリーズ2000~ロックレコード20周年プレゼンツ~
- 2001年 Miss Right（日本盤）